# Le Parc (roman)
Pour les articles homonymes, voir Le Parc.
Le Parc est un roman de Philippe Sollers publié en 1961 aux éditions du Seuil et ayant reçu la même année le prix Médicis.

## Éditions
- Le Parc, éditions du Seuil, 1961.